# Rida
Rida (in arabo: رِضَا) è un nome proprio di persona arabo maschile.

## Varianti
Il nome viene traslitterato anche come Riḍa, Ridha e Reda

### Varianti in altre lingue
- Azero: Rza[1]
- Bengalese: রেজা (Reza)[1]
- Persiano: رضا (Reza)[1]
- Turco: Rıza[1]
- Urdu: رضا (Raza)[1]

## Origine e diffusione
Deriva dal termine arabo رضًا (riḍan), che vuol dire "soddisfazione", "appagamento" (dal verbo رَضِيَ, raḍiya, "accontentarsi", "essere soddisfatto") .

## Onomastico
Il nome è adespota, cioè non è portato da alcun santo; l'onomastico si può festeggiare eventualmente il giorno di Ognissanti, che è il 1º novembre.

## Persone

### Variante Reza

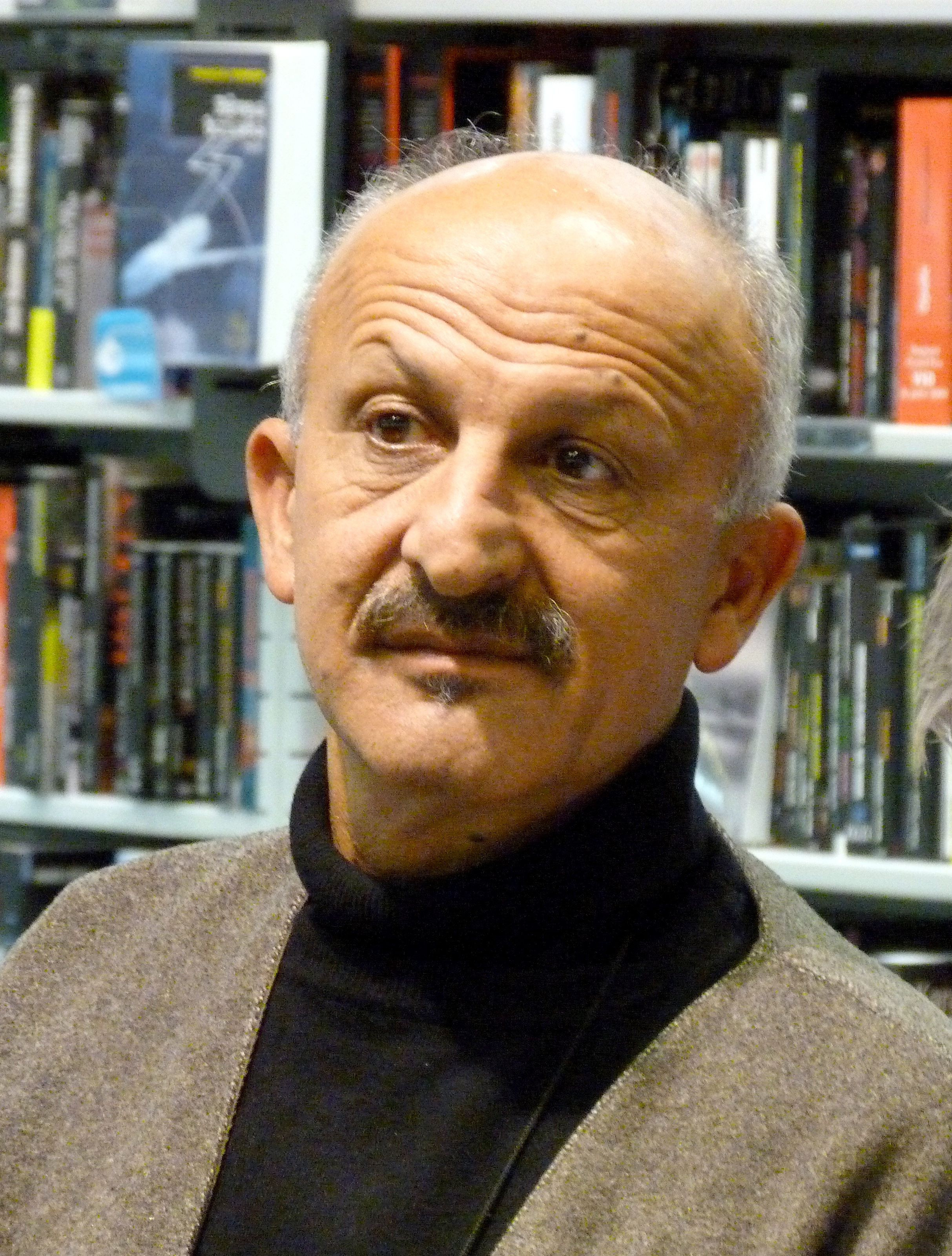
Reza Deghati

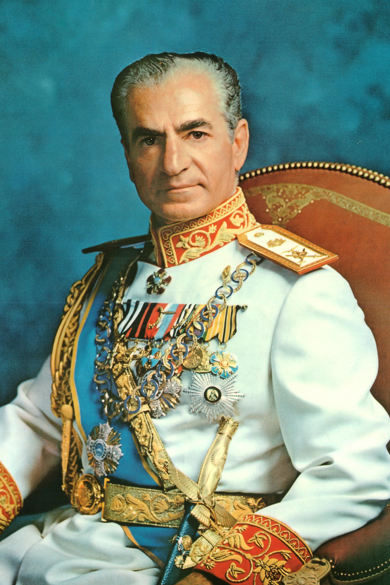
Mohammad Reza Pahlavi

- Reza Abbasi, miniaturista, pittore e calligrafo persiano
- Reza Badiyi, regista iraniano naturalizzato statunitense
- Reza Deghati, fotografo e giornalista iraniano naturalizzato francese
- Reza Ghoochannejhad, calciatore iraniano naturalizzato olandese
- Mohammad Reza Pahlavi, scià di Persia
- Reza Pahlavi, pretendente al trono dell'Iran
- Reza Shah Pahlavi, scià di Persia

### Altre varianti
- Ridha Behi, regista, sceneggiatore e produttore cinematografico tunisino
- Raza Jaffrey, attore britanncio
- Reda Kateb, attore francese